# Emirat de Bida
L'emirat de Bida o emirat de Nupe és un estat tradicional dins Nigèria, un successor del vell regne de Nupe, amb la seva seu a Bida, Estat de Níger, a Nigèria. El cap de l'estat és el "Etsu Nupe", considerat el dirigent de la nació Nupe. La bandera utilitzada pels nupes és vertical blau-verd-vermell; la de l'emir es vermella.

## Història
El vell regne de Nupe va ser establert al mig del segle xv en la conca entre el Níger i el Kaduna en el que és ara Nigèria central. La història als primers tems és de tradició verbal i llegendària. El rei Jibiri, qui va regnar al voltant 1770, fou el primer rei Nupe a esdevenir musulmà. Etsu Ma'azu va portar el regne al seu període de poder més gran, morint el 1818. Durant aquell període els fulani obtenien poder per tota Nigèria del nord. Després que Ma'azu' va morir i durant les guerres subsegüents de successió el regne Nupe va caure sota el control de l'emirat de Gwandu. Masaba, fill del dirigent fulani Mallam Dendo i de mare nupe, va obtenir el poder el 1841.
Enfrontat a una revolta dels seus generals, Masaba es va aliar amb l'anterior Etsu Nupe, Usman Zaki, per recuperar el poder. Usman Zaki fou entronitzat com Etsu Nupe a Bida, i després de la seva mort al voltant 1859 Masaba un altre cop esdevenia governant fins al 1873. Durant el seu segon període de govern, Masaba va establir l'emirtat de Bida com un poder militar important, fermament expandint el seu territori a costa dels seus veïns al del sud i est. Els seus successors van mantenir el control fins al 1897, quan tropes de la Companyia Britànica del Níger finalment van entrar a Bida i va establir un governant titella. L'emirat de Bida esdevenia subjecte primer al règim colonial britànic, i després a l'estat independent de Nigèria, amb els seus governants que juguen un cada cop més una funció merament cerimonial.

## Governants
Governants del'Emirat de Bida, que utilitzen el títol "Etsu Nupe":
| Inici           | Final           | Governant                                                |
| --------------- | --------------- | -------------------------------------------------------- |
| 1856            | 1859            | Usuman Zaki dan Malam Dendo (n. c.1790 – + 1859)         |
| 1859            | 1873            | Masaba dan Malam Dendo (2a vegada) (+ 1873)              |
| 1873            | 1884            | Umaru Majigi dan Muhamman Majigi (+ 1884)                |
| 1884            | 1895            | Maliki dan Usuman Zaki (+ 1895)                          |
| 1895            | 1897            | Abu Bakr dan Masaba (1a vegada) (+ 1919)                 |
| 1897            | 1899            | Muhammadu dan Umaru Majigi (1a vegada) (+ 1916)          |
| 1899            | 17 febrer 1901  | Abu Bakr dan Masaba (2a vegada)                          |
| Febrer 1901     | 26 febrer 1916  | Muhammadu dan Umaru Majigi (2a vegada)                   |
| 6 març 1916     | 1926            | Bello dan Maliki (+ 1926)                                |
| 1926            | Febrer 1935     | Malam Sa'idu dan Mamudu (+ 1935)                         |
| 28 febrer 1935  | 29 octubre 1962 | Malam Muhammadu Ndayako dan Muhammadu (n. 1884 – + 1962) |
| 29 octubre 1962 | 1969            | Usman Sarki dan Malam Sa'idu (+ 1984)                    |
| 1969            | 10 gener 1975   | Malam Musa Bello                                         |
| Gener 1975      | 1 setembre 2003 | Umaru Sanda Ndayako (n. 1937 – + 2003)                   |
| 1 setembre 2003 |                 | Yahaya Abubakar (n. 1952)                                |